# Abu ‘Alî
Abu Ali ibn Muhammad (en persa: ابو علی بن محمد) fue Malik de la dinastía Gúrida. Sucedió a su padre Muhammad ibn Suri en 1011, después de que este último fuera depuesto por Mahmud de Ghazni, quien luego envió maestros para enseñar sobre el Islam en Ghor. Abu Ali fue uno de los que se convirtió al islam durante ese período. Después de su conversión al islam del budismo, comenzó a construir mezquitas y madrasas. En c. 1035, Abu Ali fue derrocado por su sobrino Abbas ibn Shith.